# Ken Stacey

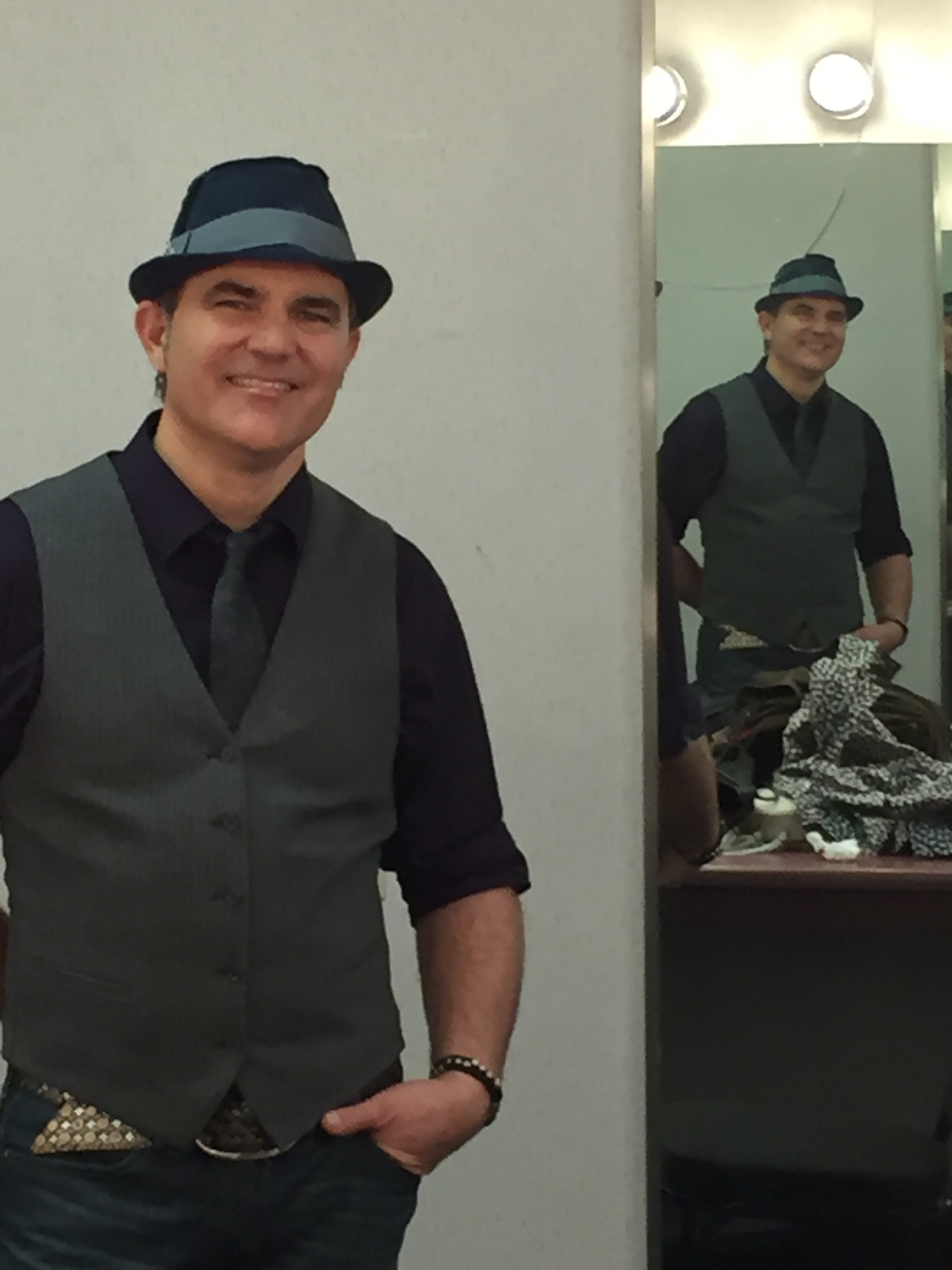
Ken Stacey

Ken Stacey (* in Los Angeles, Kalifornien) ist ein Studiomusiker und Backing Vocalist.
Stacey hat unter anderem mit Künstlern wie Michael Jackson, Phil Collins, Johnny Hallyday, Natalie Jackson, Richard Marx, und Phil Ramone gearbeitet. Sein persönlicher Höhepunkt war, als er bei Elton Johns Konzert One Night Only im Jahr 2000 im Madison Square Garden bei einigen Lieder mitsang und Gitarre spielte. Seine Gesangsarbeiten wurden unter anderem in Werbespots für Unternehmen wie McDonald’s, Dodge, Coors, Toyota und Ralphs verwendet. Seit 2005 war Stacey für eine Weile Mitglied in der Band Ambrosia.